# سالاد عربی
سالاد عربی هر یک از انواع سالاد است که بخشی از آشپزی عربی را تشکیل می‌دهد. دستوری از یک نوع سالاد عربی در مجله وومنز دی ذکر شده که ازگوجه‌فرنگی، خیار، پیاز همراه با جعفری خرد شده تشکیل شده و با آبلیموی تازه و روغن زیتون مزه داده شده‌است. این سالاد شباهت به سالاد شیرازی در ایران دارد.